# Mastigiidae
A Mastigiidae a kehelyállatok (Scyphozoa) osztályának gyökérszájú medúzák (Rhizostomeae) rendjébe, ezen belül a Kolpophorae alrendjébe tartozó család.

## Rendszerezés
A családba az alábbi 5 nem tartozik:
- Cotylorhizoides
- Mastigias Agassiz, 1862
- Mastigietta
- Phyllorhiza Agassiz, 1862
- Versuriga